# خنت
خِنت (Gent؛ تلفظ: [ɣɛnt] ) شهری است در شمال بلژیک در ناحیهٔ فلاندر و همچنین مرکز و بزرگ‌ترین شهر حوزهٔ شهرستان فلاندر شرقی. شهر خِنت در نزدیکی مرز جنوبیِ بلژیک با هلند قرار دارد. جمعیت آن ۲۳۳٬۰۰۰ نفر است.
خِنت در محل تلاقی دو رود اِسخِلدِه و لایه در قرون وسطی به‌وجود آمد و به بزرگ‌ترین و ثروتمندترین شهر شمال اروپا تبدیل شد. این شهر امروزه شهر شلوغی با بندرها و دانشگاه‌های زیاد است.
جشنورهٔ ده‌روزهٔ خِنت هر سال برگزار می‌شود و میزبان حدود دو میلیون نفر در هر دوره است. همچنین تور دوچرخه‌سواری خنت–ویووخم هر سال در منطقهٔ فلاندر برگزار می‌شود.

## نگارخانه

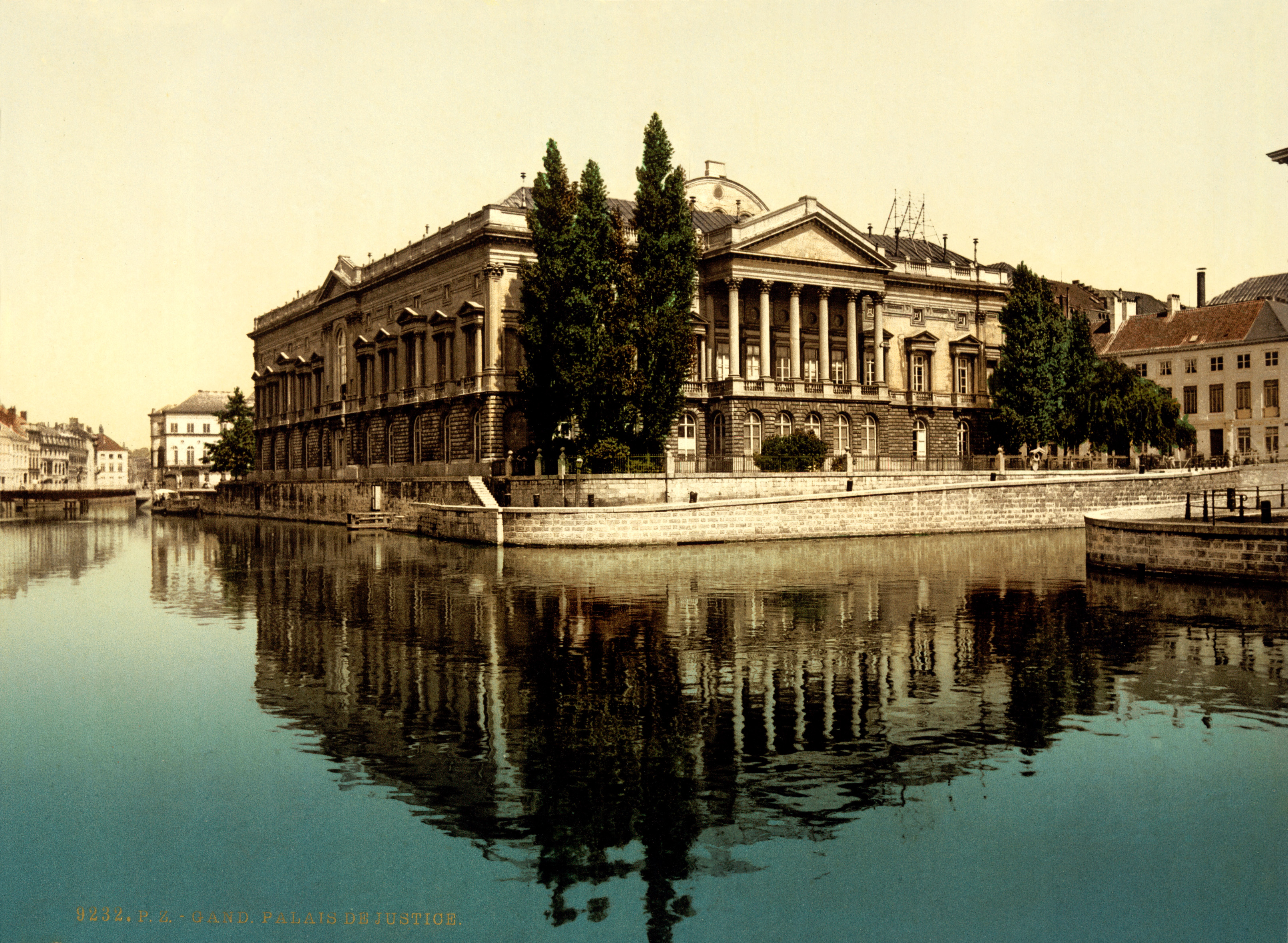
یک نقاشی (حدود ۱۸۹۵)
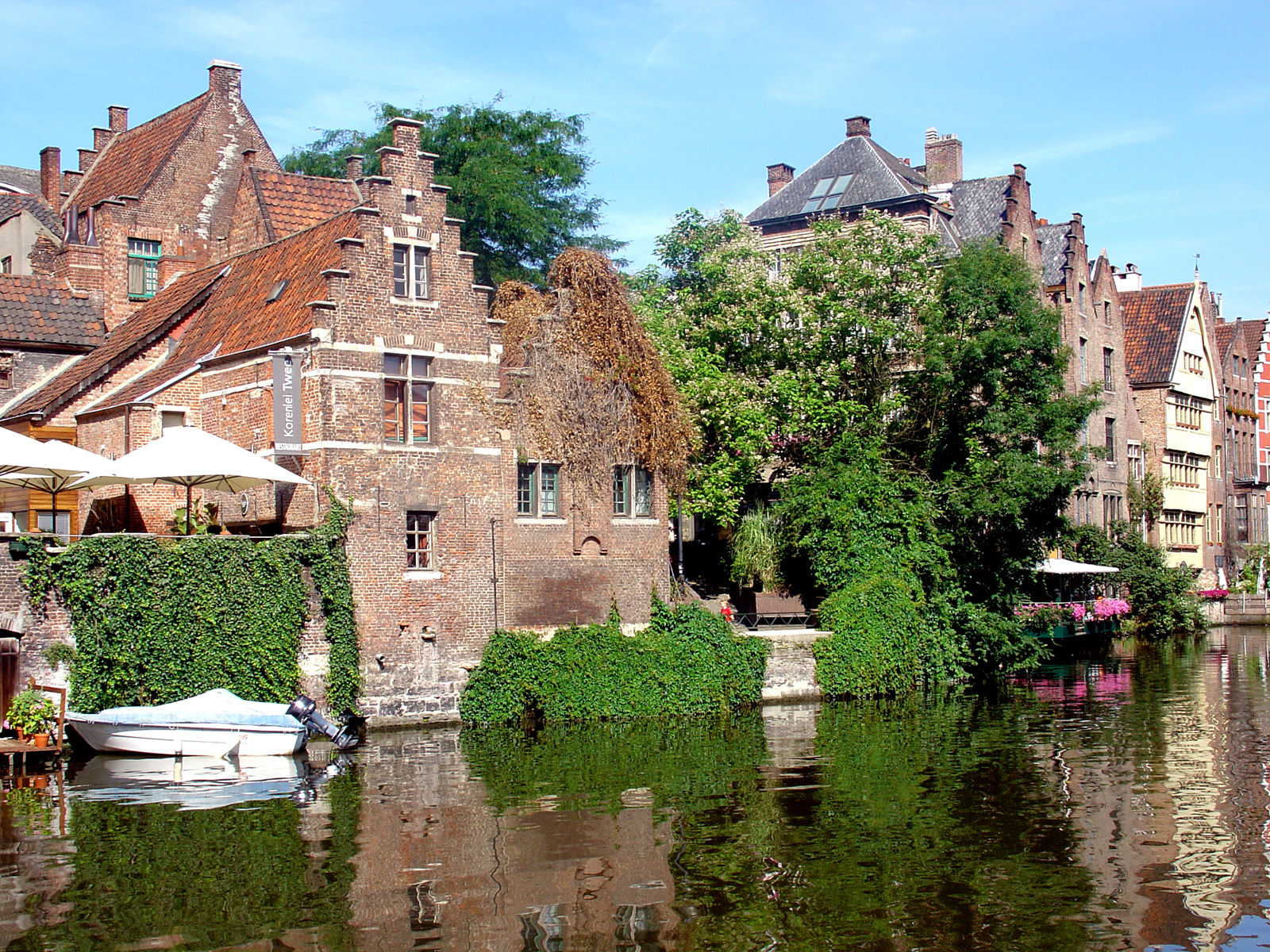
خنت هیست سِنتروم
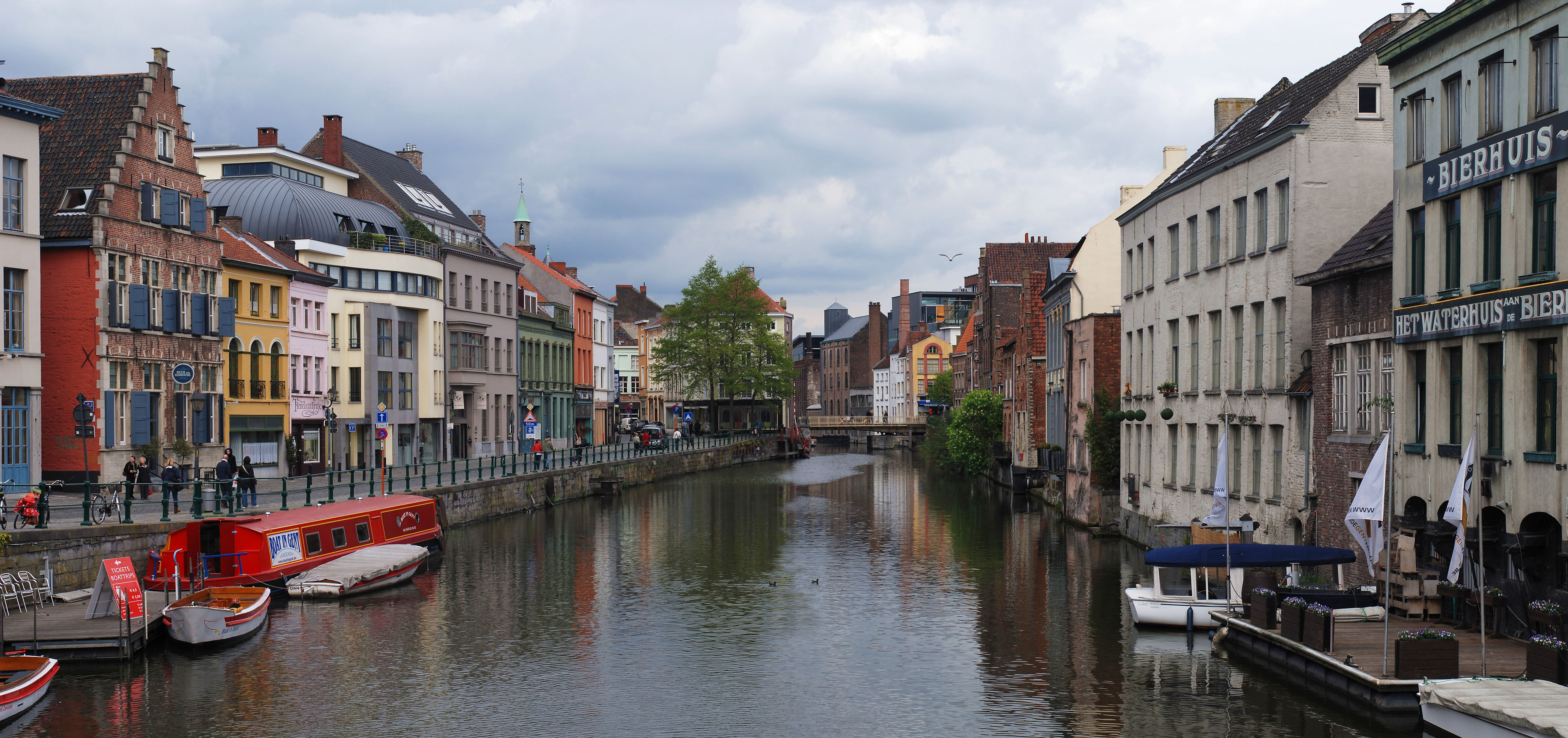
خنت، آوریل ۲۰۱۲
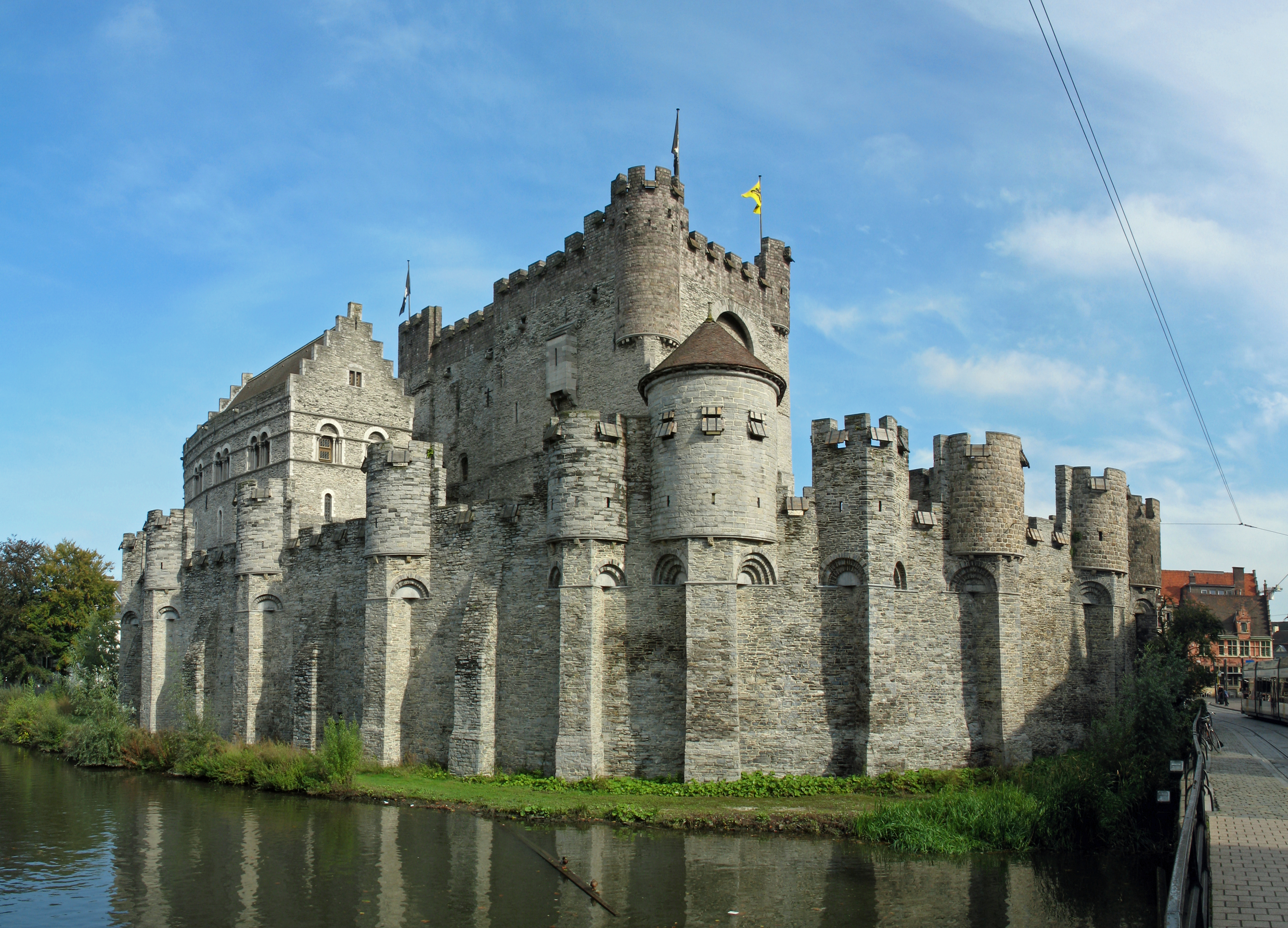
خنت گراوِنستین
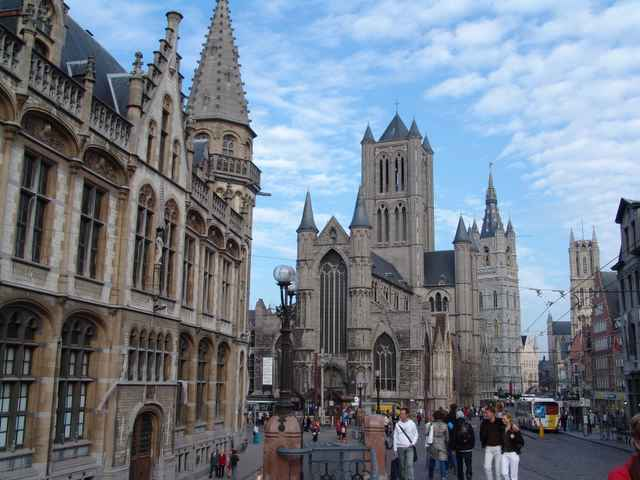
خنت
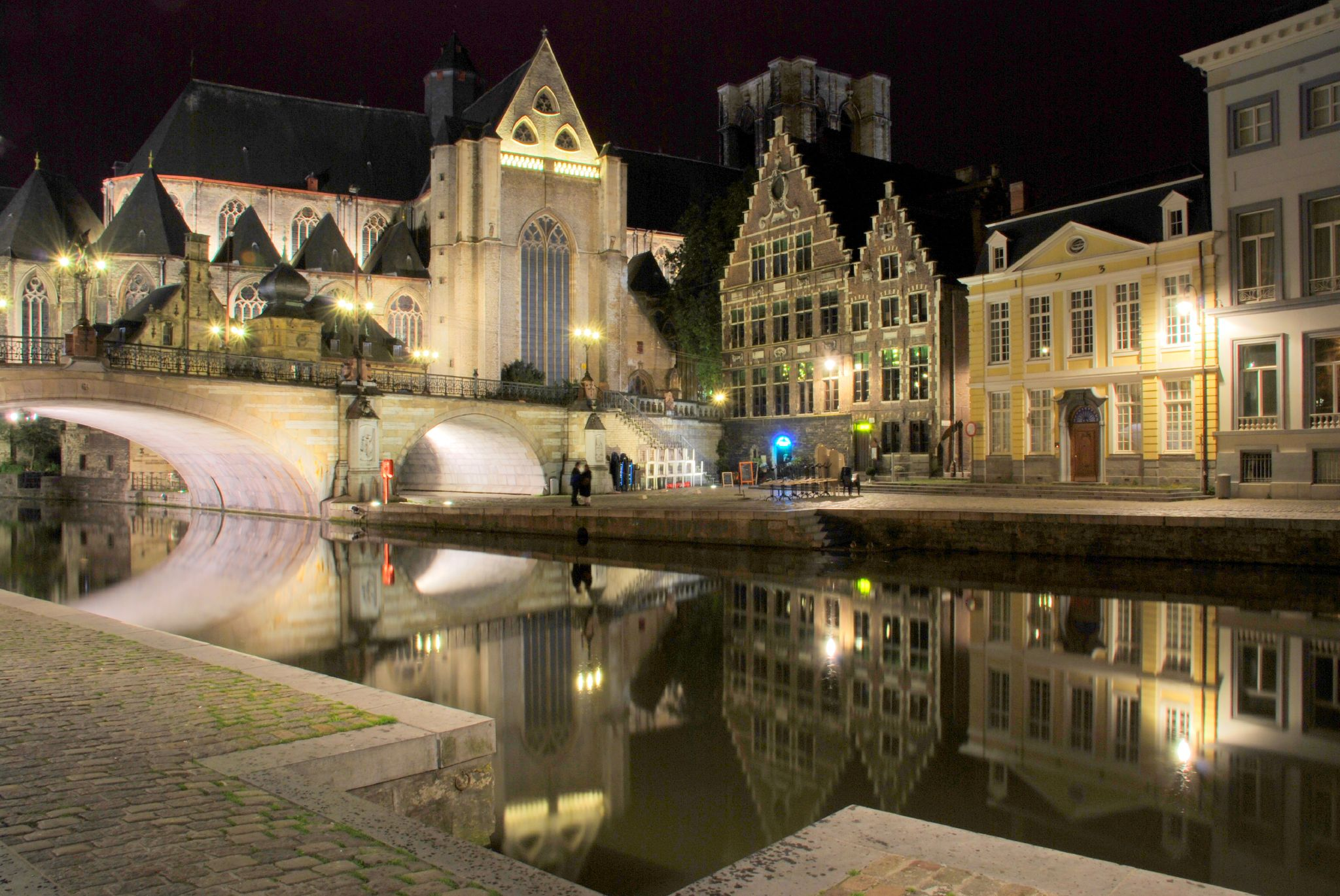
آبراههٔ خنت در شب
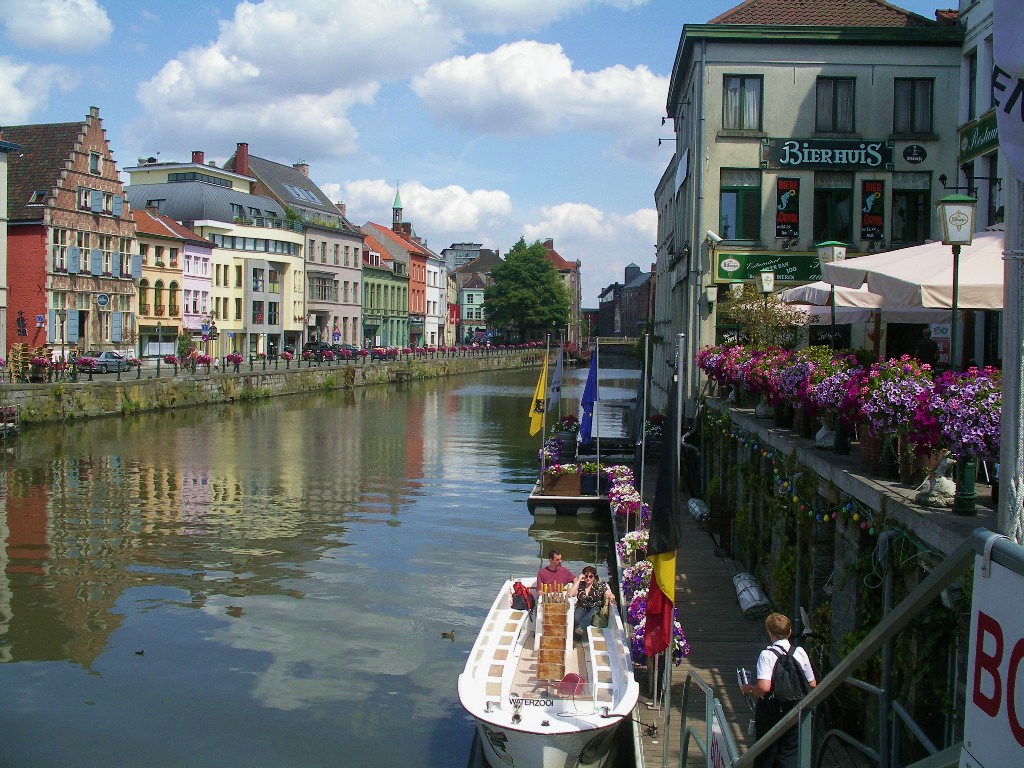
کنار رود در خنت، هنگام ظهر
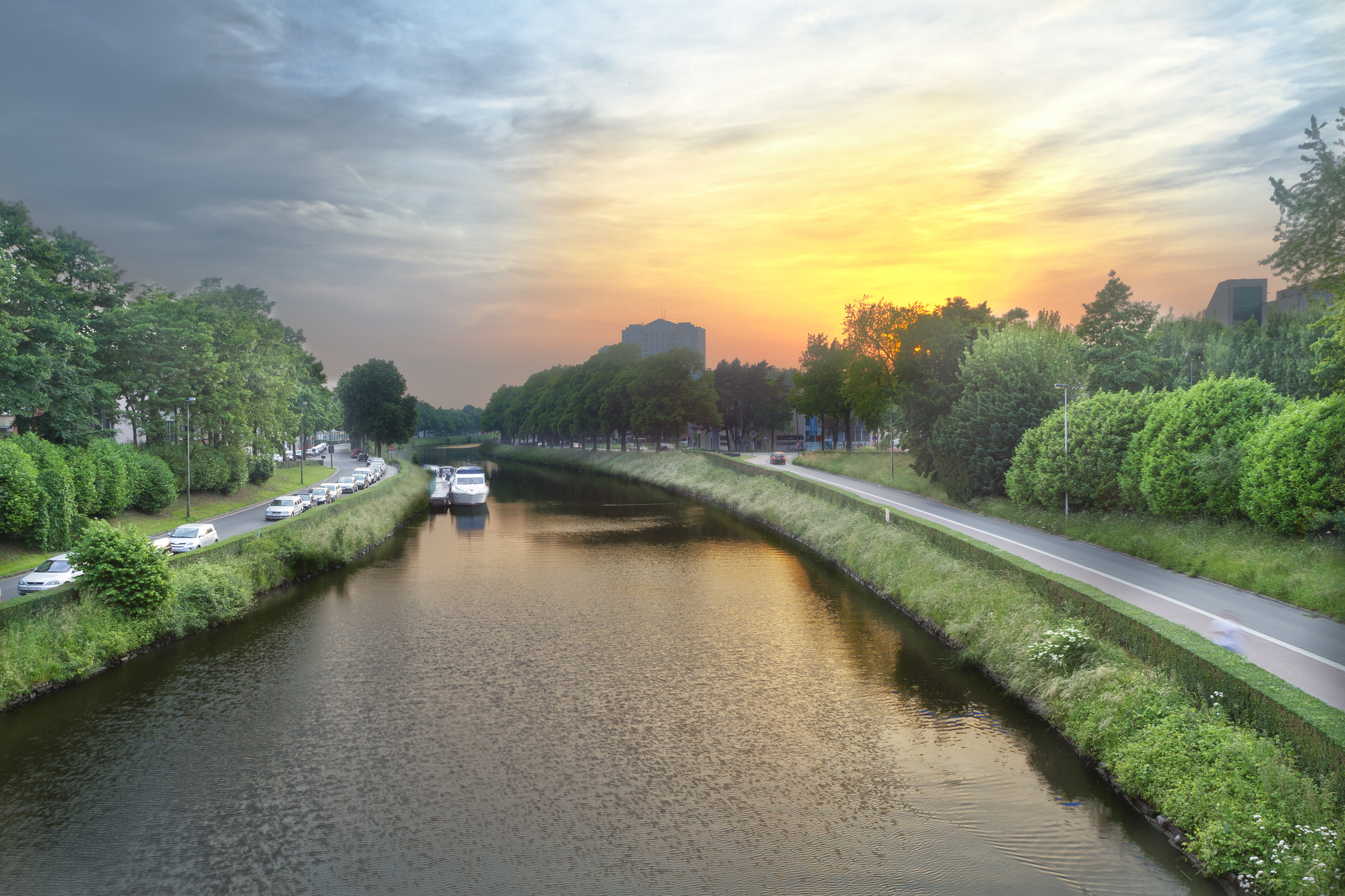
غروبِ آبراههٔ خنت
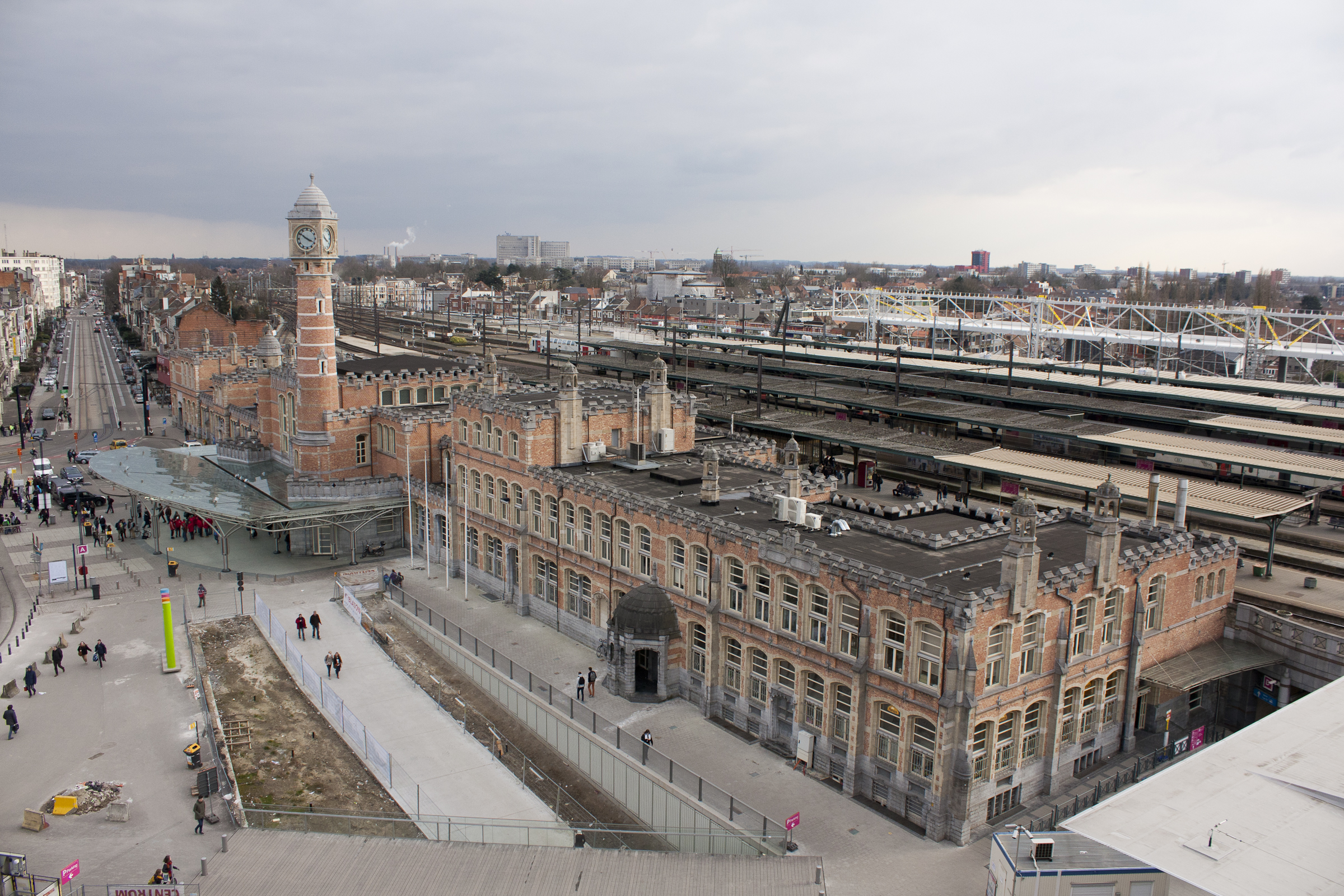
ایستگاه راه‌آهن سن پیترز
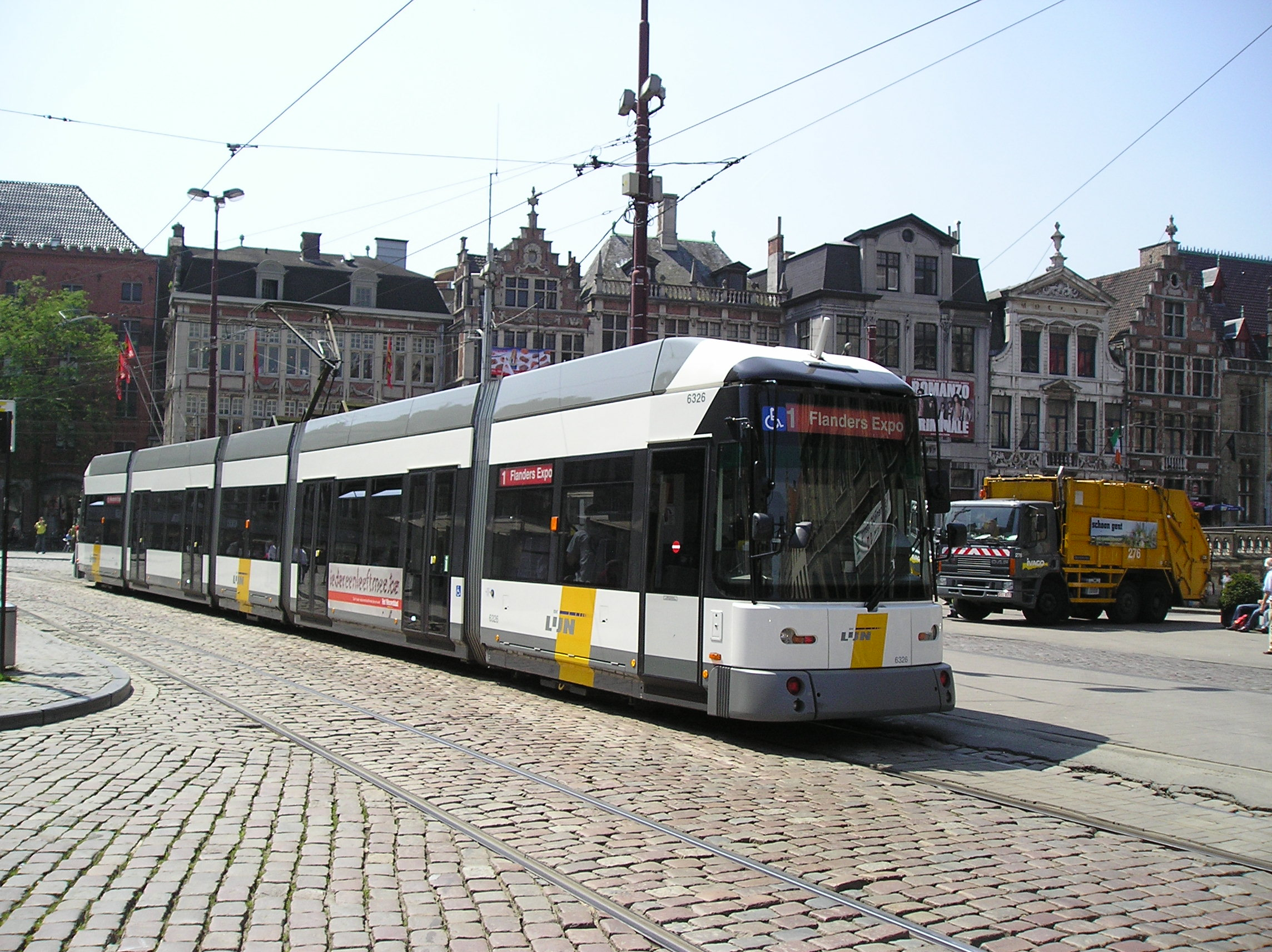
یک تراموا در حال عبور